# Plural
Der Plural (lateinisch [numerus] pluralis ‚Mehrzahl‘, abgeleitet von plures ‚mehrere‘; Abkürzung: Plur., Pl.) ist der grammatische Fachausdruck für Mehrzahl (Abkürzung: Mz.). Dem Plural gegenübergestellt ist der Singular, die Einzahl. In manchen Sprachen gibt es weitere Zahlformen, siehe Numerus.
Der Plural eines Substantivs bezeichnet typischerweise eine Menge von Gegenständen oder Individuen, die größer als eins ist. Substantive, die nicht-zählbare Dinge bezeichnen, haben häufig keinen Plural, oder der Plural hat eine andere Funktion (z. B. poetischer Plural).

## Der Plural im Deutschen
Neben dem interpretierbaren Plural der Substantive, der meistens eine Mehrzahl von bezeichneten Dingen oder Personen angibt, gibt es im Deutschen grammatische Kongruenz hinsichtlich der Unterscheidung Singular/Plural. Kongruenz ist nur in manchen Fällen von der Bedeutung der Ausdrücke gesteuert (so bei Verbindungen mit „und“):
- Sie fahren. (Subjekt und Prädikat)
- Ich fahre über die großen Seen. (Objekt, zugehöriger Artikel)
- Mutti und Vati fahren. (Besteht die Nominalphrase aus mehreren im Singular stehenden Nomina, wird am Verb auch der Plural markiert.)
- Die Schüler oder der Lehrer betreten das Klassenzimmer. (Bei gemischten Numeri des Subjekts wird am Verb der Plural angewendet.)

### Pluralbildung des Artikels
Der bestimmte Artikel, der im Singular die Wortgeschlechter anzeigt (der, die, das), weist im Plural die Einheitsform die auf. Für Maskulina und Neutra gilt daher in ihrer bestimmten Verwendung bereits ein Numerusunterschied durch die Artikelform als gegeben.
Der unbestimmte Artikel (ein-) zeigt im Deutschen üblicherweise keine Pluralform: ein Stuhl – Stühle. Lediglich zur besonderen Hervorhebung der Unbestimmtheit kann die Form einige eingesetzt werden: ein Stuhl – einige Stühle, die analog zu den anderen Mengenattributen wie keine, wenige, manche, viele, alle flektiert, wobei bei der Anzahl Null sowohl Singular als auch Plural stehen kann: kein Stuhl / keine Stühle, womit kein wie ein Possessivpronomen (mein, dein, sein, ihr) fungiert. Außerdem entspricht der unbestimmte Artikel morphologisch wie semantisch dem Zahlwort eins und entsprechend flektieren die anderen Numeralia (Kardinalzahlen) im Plural: ein Stuhl – zwei Stühle, …

### Pluralbildung bei Substantiven
Während die Flexionsendung eines deutschen Artikels oder Adjektivs von Genus, Numerus und Kasus abhängt, also drei Einheitenkategorien in sich vereint („Fusion“), treten in Substantiven die Suffixe gegebenenfalls hintereinander auf („Agglutination“). Auf den eigentlichen Stamm können substantivische Derivationsmorpheme folgen, die jeweils ein festes Genus tragen, und daran kann ein Pluralsuffix angehängt werden, hinter dem allenfalls noch ein Dativsuffix stehen kann.
Konkret werden zur Pluralbildung in der deutschen Sprache folgende sprachliche Mittel verwendet:
1. additiv-agglutinierende (nämlich die Suffixe -e, -er, -(e)n und -s, vgl. Tabelle)
2. modifikatorische (nämlich Umlaut: der Magen – die Mägen)
3. morphosyntaktische (nämlich die Artikelunterscheidung bei Nullpluralen: der Wagen – die Wagen).

Folgende Tabelle gibt eine Übersicht über die Pluralbildung von Erbwörtern und Lehnwörtern:
| Pluralmorph (Endung) | Maskulina        | Maskulina     | Feminina            | Feminina                | Neutra          | Neutra            |
| -------------------- | ---------------- | ------------- | ------------------- | ----------------------- | --------------- | ----------------- |
| Pluralmorph (Endung) | ohne Umlaut      | mit Umlaut    | ohne Umlaut         | mit Umlaut              | ohne Umlaut     | mit Umlaut        |
| -e                   | Hund – Hunde     | Turm – Türme  | Wildnis – Wildnisse | Hand – Hände            | Jahr – Jahre    | Floß – Flöße      |
| -er                  | Geist – Geister  | Wurm – Würmer | -/-                 | -/-                     | Ei – Eier       | Amt – Ämter       |
| -(e)n                | Bauer – Bauern   | -/-           | Tafel – Tafeln      | Werkstatt – Werkstätten | Ohr – Ohren     | -/-               |
| -s                   | Kakadu – Kakadus | -/-           | Boa – Boas          | -/-                     | Radio – Radios  | -/-               |
| -∅                   | Bürger – Bürger  | Vater – Väter | Peperoni – Peperoni | Mutter – Mütter         | Messer – Messer | Kloster – Klöster |

Wie man erkennen kann, sind die Arten der Pluralbildung vielfältig und arbiträr; weder vom Genus noch von der Lautgestalt des Substantivs sind eindeutige Regeln vorhersagbar. Es gibt dennoch einige Zusammenhänge zwischen Genus und Pluralform eines Substantivs.

#### Verhältnis von Genus und Plural
Jacob Grimm stellte fest, dass die Pluralbildung im Allgemeinen vom Genus des Wortes abhängig ist und meist
- Maskulina die Endung -e
- Neutra die Endung -er
- Feminina die Endung -(e)n

erhalten. Die Distribution der einzelnen Allomorphe ist aber morphologisch bedingt, d. h., es kann keine allgemeingültige Regel angegeben werden, mit der man aus dem Aussehen des Singulars auf den Plural schließen könnte. Nur die Wahl zwischen -n und -en ist phonetisch bedingt.

#### Doppelformen in der Pluralbildung
Manchmal existieren verschiedene Pluralformen eines Wortes, zum Beispiel
- das Wort – die Wörter oder die Worte

Dabei gibt es einen Bedeutungsunterschied in der hochdeutschen Sprache: Die Worte beziehen sich auf das Wort als Aussage, während die Wörter sich eher auf die grammatische Bedeutung von „Wort“ beziehen.
- der Park – die Parks oder die Pärke (CH)
- der Tunnel – die Tunnel (siehe Nullplural) und die Tunnels (siehe s-Plural, von engl. tunnel)
- der Luftballon – die Luftballone und die Luftballons

#### Dere-Plural
Dieser Plural ist typisch für die deutsche Sprache, wenn auch ungleich auf die Genera verteilt. So gibt es zwar über 200 maskuline Wörter aus dem Erbwortschatz, die einen e-Plural bilden, aber nur etwa 60 Neutra und 40 Feminina. Während letztere stets Umlaut zeigen, wo dieser möglich ist (die Kuh - die Kühe), tritt der Umlaut bei Maskulina und Neutra unregelmäßig auf; vgl. der Hund - die Hunde vs. der Ball - die Bälle. Maskuline Deverbativa bilden, wo möglich, regelmäßig Umlaut: der Fall - die Fälle, der Flug - die Flüge, der Zug - die Züge.
Innerhalb der indogermanischen und sogar der germanischen Sprachen ist der e-Plural eher selten; er tritt jedoch auch im Dänischen auf (vermutlich durch deutschen Einfluss mitbedingt).
- Feminina ohne Umlaut: sämtliche Feminina auf -nis (Plural mit Auslautverdoppelung: -nisse), wie die Befugnis, die Kenntnis.
- Neutra ohne Umlaut: sämtliche Neutra auf -nis (Plural mit Auslautverdoppelung: -nisse), wie das Wagnis, das Ergebnis, das Erfordernis.
- Feminina mit Umlaut: Angst, Axt, Bank, Braut, Brunst, Brust, Faust, -flucht (z. B. Ausflucht), Frucht, Gans, Gruft, Hand, Haut, Kluft (auch n-Plural), Kraft, Kuh, -kunft, Kunst, Laus, Luft, Lust, Macht, Magd, Maus, Nacht, Naht (auch n-Plural), Not, Nuss, Sau (auch n-Plural), Schnur, Stadt, Sucht, Wand, Wurst, Zunft.

Einige Feminina sind im Schwange, vom e- zum n-Plural zu wechseln, eine Entwicklung, die das Simplex Flucht (Fluchten, aber noch: Ausflüchte), ferner die Wörter Saat oder Schlucht bereits abgeschlossen haben (*Säte, Schlüchte → Saaten, Schluchten).

#### Dern-Plural
Vor allem Feminina bilden im Deutschen einen Plural auf -n; dabei enden sie im Singular typischerweise auf -e, -el oder -er:
- die Erbse – die Erbsen
- die Leiter – die Leitern
- die Partikel – die Partikeln

Feminina auf -er oder -el verhalten sich deshalb anders als gleichförmige Maskulina oder Neutra, weil der Plural bei ihnen nur durch die Endung und nicht, wie bei jenen, durch den Wechsel des Artikels ausgedrückt werden kann.
Den n-Plural in der Form -en bilden Wörter, die in der Morphologie ihres Singulars keine Endung aufweisen, also nicht auf abgeschwächtes -e, auf -er oder -el enden, wie:
- die Frau - die Frauen
- der Mensch - die Menschen
- der Herr - die Herren, auch: die Herrn
- die Tat - die Taten

Personenbezeichnungen mit Endung -in bilden den n-Plural mit Auslautverdoppelung in der Form -innen: Fahrerinnen, Professorinnen.
Feminina wie Deverbativa auf -ung und Deadjektiva auf -heit, -keit, -igkeit sowie Feminina lateinischer, griechischer, französischer Herkunft auf -ion und -tät bilden den n-Plural auf -en:
- die Erklärung - die Erklärungen
- die Freiheit - die Freiheiten
- die Kleinigkeit - die Kleinigkeiten
- die Universität - die Universitäten

Außerdem bilden einige Maskulina einen n-Plural; es handelt sich dabei vorwiegend um belebte Substantive auf -e, z. B. der Bube, der Knabe, der Rabe, der Löwe, der Grieche, der Schwede; sowie ferner um einige wenige Substantive auf -er, etwa der Bauer, der Bayer, der Vetter.
Eine weitere Gruppe von vor allem maskulinen Wörtern mit Plural auf -n sind Wörter lateinischer oder griechischer Herkunft mit Endbetonung oder Betonung auf der vorletzten Silbe, die Personen bezeichnen, z. B.:
- auf -at: der Advokat, der Pirat, der Soldat
- auf -et: der Poet, der Prophet, der Prolet
- auf -or: der Doktor, der Juror, der Professor

Schließlich existiert noch eine Gruppe neutraler Lehnwörter, welche ebenfalls zumeist aus dem Lateinischen oder Griechischen stammen und eine endbetonte Stammform im Singular zeigen; diese nehmen einen Plural auf -ien an, z. B.:
- das Fossil – die Fossilien (neben: die Fossile)
- das Indiz – die Indizien
- das Utensil – die Utensilien

sowie als einziges Erbwort:
- das Kleinod – die Kleinodien (neben: die Kleinode)

Die meisten dieser Wörter haben ihr Singularmorph -um abgestoßen; einige jedoch behalten dieses Suffix weiterhin und zeigen so Suffixwechsel bei der Numerusbildung:
- das Museum – die Museen
- das Sanatorium – die Sanatorien

Siehe aber auch das Unterkapitel zum Plural von Fremdwörtern.

#### Derr-Plural
Der Plural auf -r betrifft ursprünglich nur eine kleine Klasse von Neutra (Bezeichnungen für Tierjunge) und wurde von dort ausgehend mittels Analogie auch auf andere Wörter übertragen. Heute flektieren etwa ein Dutzend Maskulina und mehrere Dutzend Neutra nach diesem Muster, das nur im Mittelhochdeutschen produktiv war; dabei tritt immer, wo möglich, Umlaut ein.
- Maskulina ohne Umlaut: Geist, Leib, Ski/Schi.
- Maskulina mit Umlaut: Gott, Mann, Mund, Rand, Strauch, -tum (z. B. Reichtum), Wald, Wurm.
- Neutra ohne Umlaut: Biest, Bild, Brett, Ei, Feld, Geld, Gemüt, Geschlecht, Gesicht, Gespenst, Kind, Kleid, Lid, Lied, Nest, Regiment, Rind, Schild, Schwert, Viech.
- Neutra mit Umlaut: Aas, Amt, Bad, Blatt, Buch, Dach, Dorf, Fach, Gehalt, Gemach, Geschmack, Gewand, Glas, Grab, Gras, Gut, Haupt, Haus, Holz, Horn, Huhn, Kaff, Kalb, Korn, Kraut, Lamm, Land, Mahl (auch e-Plural), -mal (auch e-Plural, z. B. Denkmal), Maul, Rad, Ross (auch e-Plural), Schloss, Spital, Tal, Trumm, Tuch, Volk, Wort.

Feminine r-Plurale sind im Standarddeutschen nicht belegt. Im österreichischen Deutsch indes existiert für „Tomate“ ein Singular: die Paradeis mit zugehörigem Plural die Paradeiser. Häufig wird jedoch die Paradeiser auch als Singular verwendet.

#### Ders-Plural
Die Mehrzahlbildung mit -s ist im Hochdeutschen im 17./18. Jahrhundert aufgekommen, und zwar zuerst bei Familiennamen und später bei den Ruf- und Ortsnamen. In diesen Fällen geht sie auf die Genitiv-Endung -s zurück, etwa Müllers Familie, Meiers Leute. Eine andere Quelle sind die s-Plurale des Niederdeutschen, etwa die Kumpels, die Jungens, die sie wie die anderen nordseegermanischen Sprachen, etwa das Niederländische und das Englische, seit alters kennen.
Heute gehört die s-Endung zum Standard der deutschen Pluralbildung. Sie wird zum Beispiel bei manchen Akronymen, bei vielen Fremdwörtern, vor allem solchen englischer oder französischer Herkunft, sowie bei Satzkomposita verwendet:
- die CD – die CDs
- der Pkw – die Pkws
- der Akku – die Akkus
- der Cousin – die Cousins
- der Job – die Jobs
- das Handy – die Handys
- das Lebewohl – die Lebewohls

Enden Substantive, was fürs Deutsche eigentlich unüblich ist, auf andere Vokale als das abgeschwächte e, so gilt i. d. R. die Pluralform -s: die Oma - die Omas, der Opa - die Opas, das Zebra - die Zebras, das Gnu - die Gnus, das Gummi - die Gummis, das Kino - die Kinos, das Café - die Cafés, das Komitee - die Komitees, ugs. das Kilo - die Kilos.
Der s-Plural wird zudem für die Kennzeichnung von Gruppen gleichen Familiennamens verwendet:
- die Müllers (mehrere Mitglieder der Familie Müller)

aber:
- der Müller – die Müller (Beruf)

#### Der Nullplural
Endungslos und formengleich mit dem Singular ist der Plural bei vielen Maskulina und Neutra auf -el, -en oder -er:
- der Gürtel – die Gürtel
- der Kuchen – die Kuchen
- der Laster – die Laster (im Sinne von 'Lastwagen')
- das Laster – die Laster (im Sinne von 'Untugend')
- das Mündel – die Mündel
- das Lebewesen – die Lebewesen

Hierunter fallen auch die sehr zahlreichen Deverbativa der Form fahren - der Fahrer - die Fahrer, laufen - der Läufer - die Läufer, Gerüste bauen - der Gerüstbauer - die Gerüstbauer etc. (nicht jedoch der Bauer - die Bauern i. S. v. Landwirt). Auch jederzeit mögliche Neubildungen, auch Ad-hoc-Bildungen, dieser Klasse folgen diesem Pluralschema: chatten - der Chatter - die Chatter, Snowboard fahren - snowboarden - der Snowboarder - die Snowboarder, gar nichts verstehen - der Gar-nichts-Versteher - die Gar-nichts-Versteher.
Nullplural zeigen ebenfalls Neutra auf -e; dabei handelt es sich zumeist um Kollektivsubstantive mit Präfix ge- z. B. das Gebäude - die Gebäude, so auch Gebilde, Gebirge. Ebenso das Maskulinum der Käse - die Käse.
Ein Sonderfall sind einige lateinische Wörter wie Kasus und Status. Singular und Plural werden hier zwar gleich geschrieben (der Status – die Status), aber mit unterschiedlich gesprochener Endung: Singular mit kurzem u, Plural mit langem u. Das lange u im Plural wird zuweilen auch markiert, z. B. als Kasūs (mit Makron).

#### Der (reine) Umlautplural
Zweisilbige Maskulina auf -el, -en und Substantive auf -er unterscheiden die Singular- von der Pluralform oft durch Umlautung des Stammvokals:
- der Apfel – die Äpfel
- der Boden – die Böden
- der Vater – die Väter
- die Mutter – die Mütter
- die Mutter (technisch, Schrauben-) - die Muttern
- das Kloster – die Klöster

Sowohl mit als auch ohne Umlaut erscheint der Plural etwa von Wagen: die Wagen / die Wägen.

#### Der kombinierte Umlautplural
Umlaut tritt jedoch auch bei der Pluralbildung von Substantiven auf, welche sich eines Pluralmorphs bedienen; typischerweise handelt es sich dabei um Maskulina mit e-Plural oder Neutra mit r-Plural; für einsilbige Feminina mit e-Plural ist Umlaut obligatorisch. Andere Feminina zeigen keine Umlautung im Plural, ausgenommen Komposita auf -statt (Plural: -stätten).
In Verbindung mit dem n-Plural tritt, von diesem Fall abgesehen, kein Umlaut auf; selbiges gilt ausnahmslos für den s-Plural.

#### Spezielle Pluralformen von Fremdwörtern
Bei Wörtern aus Fachsprachen kommt es mitunter zu ungewöhnlichen Pluralformen, welche der fremden Herkunft dieser Wörter geschuldet sind. Teils erscheint hierbei die deutsche Pluralendung -e oder -en:
- das Visum – die Visa
- das Praktikum – die Praktika
- das Universum – die Universen
- das Antibiotikum – die Antibiotika
- die Sphinx – die Sphingen oder die Sphinxe
- der Pharao – die Pharaonen
- der Embryo – die Embryonen oder die Embryos
- der Kibbuz – die Kibbuzim oder die Kibbuze
- der Seraph – die Seraphim oder die Seraphe
- der Kodex – die Kodizes (oder: der Codex – die Codices)
- der Index – die Indizes (oder die Indices)
- der Appendix – die Appendixe oder die Appendizes

Spezielle Pluralformen von Fremdwörtern auf „-ma“
Es gibt eine Reihe von Nomen lateinischen und griechischen Ursprungs, die im Singular auf „-ma“ enden. Diese bilden ihren Plural entweder mit „-s“, „-en“ oder „-mata“. 
- das Komma – die Kommas oder die Kommata
- das Schema – die Schemas oder die Schemata oder die Schemen (selten)
- das Klima – die Klimata oder die Klimas (selten) oder die Klimate (besonders fachsprachlich)
- das Aroma – die Aromas oder die Aromen oder die Aromata (selten)
- das Dilemma – die Dilemmas oder die Dilemmata
- das Stigma – die Stigmen oder die Stigmata
- das Trauma – die Traumen oder die Traumata

#### Originalpluralformen von Fremdwörtern
Bei Fremdwörtern werden im Deutschen auch Plurale gebildet, welche sich in der Morphologie (nicht aber unbedingt in der Aussprache) an der Pluralform der Herkunftssprache des betreffenden Wortes orientieren:
- der Espresso – die Espressi (Originalplural) neben die Espressos (eingedeutschter Plural)
- die Pizza – die Pizzen oder die Pizzas (beides eingedeutschte Plurale), selten: die Pizze (Originalplural)
- der Kasus – die Kasus (Gelehrtenplural nach lateinischem Vorbild: Singular mit kurzem, Plural mit langem u)
- der Tenuis – die Tenues

Spaghetti, Rigatoni etc. sind im italienischen Original die Pluralformen. Die entspr. Singularform ist im Deutschen nicht gebräuchlich. Es ergeben sich so zwei Möglichkeiten des Plurals: die Spaghetti - die Spaghetti oder die Spaghettis.

#### Ungewöhnliche und übermarkierte Pluralformen
Folgende Wörter bilden im Deutschen einen Plural mittels Einschub eines Dentallautes -d- oder -t- zwischen Wortstamm und Plural:
- der Bau – die Bauten (neben die Baue)
- der Zeitlauf – die Zeitläuf[t]e

In einem Aufforderungssatz wird umgangssprachlich manchmal ein zusätzliches -s an den bereits markierten Plural angefügt; diese Endungstypen entstammen dem Niederdeutschen:
- Kind – Kinders
- Jungen – Jungens, auch Jungs
- Weib – Weibers

Eine parallele Übermarkierung zeigt sich beim Äquivalent zu deutsch „Kind“ im Niederländischen (het kind – de kinderen) und im Englischen (child – children).
Entstanden ist Letzterer, nachdem die ältere, der deutschen Form äquivalente Pluralform childer mit der Pluralendung -er nicht mehr klar war; deshalb wurde die neue Pluralendung -en angefügt, die damals noch produktiv war (vgl. die Reliktform ox – oxen). Manchmal wird heute auch die nicht anerkannte Form childrens benutzt, bei der noch eine dritte Endung, nämlich die heutige Standardendung -s angefügt wird.

#### Plural von Komposita
Für Komposita, also zusammengesetzte Substantive, gilt im Deutschen die Regel, dass nur das jeweilige Hinterglied einen Plural bildet:
- der Apfelbaum – die Apfelbäume (nicht: *die Äpfelbäume)
- die Wurstsemmel – die Wurstsemmeln (nicht: *die Würstesemmeln)
- der Semmelknödel – die Semmelknödel (man vergleiche aber den Valentinschen Scherzplural Semmelnknödeln)

Dies gilt nicht in manchen deutschen Dialekten, etwa im Bairischen, wo manchmal auch das Vorderglied einen Plural bilden kann:
- Åpfibàm – Äpfibàm (neben Opfibàma und Äpfibàma)

#### Die Pluralform im Dativ
Die Plurale auf -e und -er sowie die Nullplurale und Umlautplurale mit -er, -el fügen in der Dativform ein -n an: -en, -ern, -eln. So mit den Krügen, den Gläsern, den Tellern, den Äpfeln.

### Pluralbeschränkungen

#### Maßeinheiten und Mengenbezeichnungen
Bei Maßeinheiten, Mengenbezeichnungen, Währungen und Ähnlichen, die Maskulina oder Neutra sind, wird bei Zahlenangaben kein Plural verwendet. Beispiele: 100 Gramm, 30 Grad Wärme, 5 Prozent, 100 Euro; aber: 5 Meilen, 10 Rupien (Feminina). Dies gilt auch für manche Substantive, die in anderen Zusammenhängen eine Pluralform erhalten: zwei Glas Wein, drei Fass Bier, drei Maß Bier, fünf Blatt Papier, zehn Schuss Munition, dreißig Mann Verlust, ein zwei Faust großes Erzstück. Vgl. dagegen Feminina wie zwei Flaschen Wein, zwei Dosen Tomaten und Zeitangaben in allen Genera wie zehn Minuten Pause, fünf Stunden Zeit, drei Tage Urlaub, viele Jahre Arbeit. Letztlich ungeklärt bleiben muss die Zuordnung zu Singular- oder Pluralform etwa bei vier Teller Suppe.
Bei Stoffbezeichnungen entfällt der Plural manchmal, wenn eine Portionseinheit gemeint ist: 2 Kaffee für die Herren am Tisch vorn links.

#### Singularetantum
Manche Wörter haben keinen Plural, man spricht dann von einem Singularetantum.
- Weltall, Chaos, Schlaf, Liebe, Klugheit oder Brom (wie alle anderen chemischen Elemente).

Bei Saft, Holz u. ä. ist der Plural limitiert auf die Bezeichnung von Sorten, Varietäten des Stoffes, des Materials: Obstsäfte, edle Hölzer.

#### Pluraletantum
Ein Substantiv, das nur im Plural gebräuchlich ist, nennt man Pluraletantum.
- Ferien, Kosten, Eltern

Bei manchen nur im Plural vorhandenen Wörtern ist der Singular in der hochdeutschen Sprache verschwunden, kann aber in Dialekten noch vorhanden sein.
- Trümmer (Singular war Trumm)

Einiger Fälle von Pluraletantum kommen heutzutage nur noch in bestimmten Redewendungen vor.
- Flausen im Kopf
- Prügel bekommen
- und Konsorten

Falls man diese Form mit einem weiteren Suffix in eine Einzahl verwandeln kann, spricht man von einem Singulativ (im Deutschen selten).
- Besonderheit: der Kaufmann – die Kaufleute oder der Oberst – die Obersten (veraltet: Obrist – Obristen)

#### Bedeutungsverschiebung
Bei einigen Wörtern kommt im Plural ein Bedeutungswandel zum Ausdruck:
- das Wasser (Bezeichnung einer unbestimmten Menge an Wasser)
- die Wasser (verschiedene Sorten Wasser, Flüsse, Seen etc.)
- die Wässer (verschiedene Sorten Trinkwasser)

#### Kollektivum
Ein Wort, das rein formal im Singular auftritt, aber semantisch eine Mehrzahl bezeichnet, heißt Kollektivum. Dabei ist meist eine unbestimmte Menge gemeint, die keine grammatische Mehrzahl hat:
- der Ast – die Äste – das Geäst
- der Strauch – die Sträucher – das Gesträuch
- der Wurm – die Würmer – das Gewürm

Auch das Gemüse ist so entstanden, in heutiger Bedeutung aber ist je nach Kontext  durchaus eine Anzahl bestimmbar (etwa das Gemüse im Kühlschrank). Zudem existiert auch der Plural die Gemüse.
Das Laub benennt eine unbestimmbare Vielzahl von Blättern. Ebenso das Gras, das Getreide (auf dem Feld).
Ähnlich, wenn auch ggfls. in der Zahl der Glieder bestimmt oder bestimmbar, weitere morphologisch nicht markierte Kollektiva wie das Obst (auf dem Teller),  das Personal, das Management. Das Team, die Versammlung, das Parlament, die Regierung bezeichnen eine ggfls. bestimmbare Vielzahl von Personen, können aber auch selbst in den Plural gesetzt werden (die Regierungen). In die Mannschaft, die Nachbarschaft ist -schaft Hinweis auf die Bedeutung als Kollektivum.

### Plural bei Adjektiven
Beim attributiven Adjektiv (Eigenschaftswort) tritt der Plural in Übereinklang mit dem entsprechenden Substantiv auf und wird entsprechend dekliniert:
- Die roten Stühle. (Adjektiv und Substantiv im Nominativ und Akkusativ Plural Neutrum, siehe auch KNG-Kongruenz)

Nicht dagegen beim prädikativen Adjektiv:
- Die Stühle sind rot.

Beim attributiven Adjektiv kann das Substantiv auch ausgelassen werden, wenn es sich aus dem Kontext ergibt:
- Wo sind die Stühle? Die gelben stehen vor der Tür.

Auch lexikalisierte substantivierte Adjektive deklinieren so:
- die Grünen
- Angestellte, die Angestellten

### Plural von Personalpronomen
Die Personalpronomen weisen im Singular und Plural unterschiedliche Stammformen auf, nur der Pluralstamm der 3. Person entspricht einem der genusabhängigen Singularstämme, nämlich dem femininen. Auch die Deklinationsformen sind mit Stammwechseln unregelmäßig, wobei sie in der 3. Person weitgehend dem Muster der Adjektive und Artikel folgen.
1. ich ↔ wir
2. du ↔ ihr
3. er, sie, es ↔ sie

## Der Plural in anderen Sprachen
Viele Sprachen der Welt haben eine morphologische Numerusunterscheidung und kennen deshalb auch die Kategorie Plural. Es gibt jedoch auch Sprachen, z. B. das Chinesische, die die Kategorie Numerus nur bei Personenbezeichnungen kennen (z. B. xuéshēng – xuéshēngmen 'Schüler, Sg. – Pl.') und die deshalb auch über keine generellen Pluralformen verfügen. Ausdruck der Mehrzahl erfolgt dann über unabhängige Zählwörter. Von der Sprache der Pirahã wird gesagt, dass sie über keine Möglichkeit zur Unterscheidung des Plurals verfüge.

### Plural in indogermanischen Sprachen
Die meisten indogermanischen Sprachen bilden Pluralformen für gewöhnlich durch flexionsmorphologische Vorgänge, in erster Linie durch Suffigierung. Ein typisches Suffix zum Beispiel für die westromanischen Sprachen; man vergleiche zum Beispiel das jeweilige Wort für „Zunge“ in folgenden Sprachen:
- Französisch: langue – langues
- Katalanisch: llengua – llengües
- Spanisch: lengua – lenguas
- Portugiesisch: língua – línguas
- Rätoromanisch: lingua – linguas
- Sardisch: limba – limbas

Anders verhalten sich die ostromanischen; hier zeigt sich ein Suffixwechsel, ebenso wie im Lateinischen:
- Lateinisch: lingua – linguae
- Italienisch: lingua – lingue
- Rumänisch: limbă – limbi

Auch die slawischen Sprachen kennen einen vergleichbaren Suffixwechsel, zumindest bei femininen und neutralen Substantiven; man vergleiche das Wort für „Kopf“:
- Bulgarisch: glava – glavi (gilt auch für Makedonisch)
- Slowenisch: glava – glave (gilt auch für Serbokroatisch)
- Slowakisch: hlava – hlavy (gilt auch für Tschechisch)
- Polnisch: głowa – głowy (gilt auch für Niedersorbisch)
- Obersorbisch: hłowa – hłowy
- Russisch: golova – golovy
- Ukrainisch: holova – holovy

Das Griechische weist, ähnlich dem Lateinischen, Suffixwechsel in allen Kasus auf, z. B.
- Nominativ: δήμος (dímos) – δήμοι (dímoi)
- Genitiv: δήμου (dímou) – δήμων (dímon)

In den germanischen Sprachen haben sich dagegen andere Suffixe als Pluralmarker etabliert, die mit den deutschen vergleichbar sind. So ist im Niederländischen, im Niederdeutschen und im Friesischen der Plural auf -(e)n sehr verbreitet, in den skandinavischen Sprachen dagegen jener auf -(e)r. Der englische Plural auf -(e)s ist eine Weiterentwicklung dieses skandinavischen Plurals. Vergleiche hierzu das Wort für den „Arm“:
- Niederländisch: arm – armen
- Friesisch: earm – earmen
- Schwedisch: arm – armar
- Norwegisch: arm – armer
- Englisch: arm – arms

Eine Vielzahl an Möglichkeiten der Pluralbildung findet sich außer im Deutschen vor allem im Albanischen und in den keltischen Sprachen. Das Kymrische etwa zeigt sogar die Besonderheit eines sogenannten subtraktiven Plurals, bei dem ein eventuell vorhandenes Singularsuffix getilgt wird:
- mochyn „Schwein“ – moch
- pysen „Erbse“ – pys
- psygodyn „Fisch“ – pysgod
- blodyn „Blume“ – blodau

Aber auch eine Vielzahl von Umlautpluralen sind im Kymrischen belegt:
- arth „Bär“ – eirth
- carreg „Stein“ – cerrig
- troed „Fuß“ – traed

Beziehungsweise eine Kombination von beiden (Tilgung des Singularsuffixes und der dadurch bedingte Wegfall des Umlauts):
- plentyn „Kind“ – plant
- aderyn „Vogel“ – adar

Ähnlich komplexe Umlautformen zeigt ansonsten noch das Isländische:
- fjörður „Fjord“ – firðir
- mörður „Marder“ – merðir
- bróður „Bruder“ – bræður

### Plural in anderen Sprachfamilien
Auch in anderen Sprachfamilien findet Pluralbildung mittels Suffigierung statt; man nehme zum Beispiel den Plural von "Zahn":
- Türkisch: diş – dişler (Suffix -lar/-ler)
- Ungarisch: fog – fogak (Suffix -ak/-ok/-ek/-ök)

Die Verteilung der Suffixe erfolgt in beiden Sprachen weitgehend nach den Grundsätzen der Vokalharmonie.
Einige Sprachen kennen gar keine Pluralformen, wie Chinesisch, Thai, Vietnamesisch und Japanisch.
Im Arabischen werden interne und externe Plurale unterschieden. Externe Plurale werden durch Suffigierung gebildet, interne durch Umstrukturierung der Wortbasis:
- externer Plural bzw. gesunder Plural[9]: معلم / muʿallim Lehrer – معلمون / muʿallimūn (Suffix -ūn, maskulin), سیارة / sayyāra Auto – سیارات / sayyārāt (Suffix -āt, meist für feminine Wörter)

- interner Plural bzw. gebrochener Plural[9]: قلم / qalam Stift – أقلام / aqlām (Basis q-l-m), مدرسة / madrasa Schule – مدارس / madāris (Basis: m-d-r-s) usw. Welches Schema angewendet wird, ist nur selten vorhersehbar.

Außerdem existiert für Wörter, die Mengen von Dingen bezeichnen, ein kollektiver Singular: تفاح / tuffāḥ Äpfel (eine Menge davon, z. B. ein Kilogramm) – تفاحة / tuffāḥa (ein einzelner) Apfel – تفاحات / tuffāḥāt (mehrere einzelne) Äpfel (z. B. drei). Die Einzel-Singulare werden vom Kollektivsingular regelmäßig mit der Femininendung -a gebildet, und davon regelmäßig der Einzel-Plural auf -āt.
Im Hebräischen gibt es zwei Pluralsuffixe: -im ים- und -ot ות-. -im wird oft für männliche Pluralformen benutzt, -ot für weibliche. Beispiel: Talmid – Schüler (Einzahl); Talmidim – Schüler (Mehrzahl), Talmidot – Schülerinnen. Es gibt aber hierzu zahlreiche Ausnahmen.
In malayo-polynesischen Sprachen ist die Pluralbildung durch Reduplikation charakteristisch. Die polynesischen Sprachen markieren Plurale nicht durch Endungen, sondern durch den Artikel, wie in Māori te tamaiti – nga tamaiti (das Kind – die Kinder). Als Ausnahme haben einige Wörter eigene Pluralformen mit gedehntem Vokal, zum Beispiel Hawaiianisch te wahine – nā wāhine (die Frau – die Frauen).

### Plural in Plansprachen
In Plansprachen bildet man den Plural oft durch ein allgemeines Prinzip, etwa im Esperanto durch Anhängen eines -j an das Substantiv: domo „Haus“ – Plural: domoj. Davon abweichende oder unregelmäßige Pluralformen finden sich nicht.

## Besondere Funktionen des Plurals
Es gibt einige Fälle der Verwendung des Plurals, die sich dadurch auszeichnen, dass eigentlich nur eine einzelne Person gemeint ist, dennoch aber der Plural verwendet wird. Für diese Fälle haben sich in der Sprachwissenschaft folgende Unterscheidungen und Begriffe eingebürgert:
- Pluralis auctoris (= Autorenplural): Hier spricht der Verfasser eines Textes in der „Wir“-Form, um den Leser stärker einzubeziehen; typisches Beispiel, etwa in der Einleitung einer wissenschaftlichen Arbeit: „Wir werden uns in dieser Arbeit mit den besonderen Problemen der … befassen“.
- Pluralis benevolentiae (auch: Pluralis sanitatis oder Krankenschwesternplural): In diesem Fall dient die „Wir“-Form einer mit Fürsorgeaufgaben betrauten Person (Arzt, Krankenpflegepersonal, Eltern …) dazu, dem Angesprochenen, Betreuungsbedürftigen ihr Mitgefühl anzudeuten; typisches Beispiel: „Wie geht es uns denn heute?“
- Pluralis majestatis (auch: Pluralis majestaticus): Es handelt sich dabei um die Verwendung der „Wir“-Form durch Personen mit Hoheitsrechten, um anzuzeigen, dass ihnen eine besondere, eben hoheitliche Stellung zukommt; typisches Beispiel: „Wir, von Gottes Gnaden …, haben geruht, …“
- Pluralis modestiae (= Plural der Bescheidenheit): die Eigenleistung oder ein Fremdverschulden werden durch die Verallgemeinerung in den Hintergrund gestellt; Beispiele: „Wir haben hier bereits etwas vorbereitet.“ statt „Ich habe das ganz alleine gemacht!“ oder „Wir haben einen Fehler gemacht.“ statt „Kollege XY hat gepatzt!“
- Neben anderen Höflichkeitsformen wird in vielen Sprachen in der Anrede der Plural verwendet, um Respekt oder Ehrerbietung oder auch nur Distanz zum Angesprochenen auszudrücken. Im Englischen hat die ursprüngliche Plural-Anrede you den Singular thou sogar vollständig verdrängt.
- Der poetische Plural wird vor allem in der antiken Dichtung gebraucht um das gemeinte Objekt größer erscheinen zu lassen.